# フォクトレンダーの二眼レフカメラ製品一覧
フォクトレンダーの二眼レフカメラ製品一覧（フォクトレンダーのにがんレフカメラせいひんいちらん）は、フォクトレンダーが製造した二眼レフカメラの一覧である。

## 120フィルム使用カメラ

### スパーブ

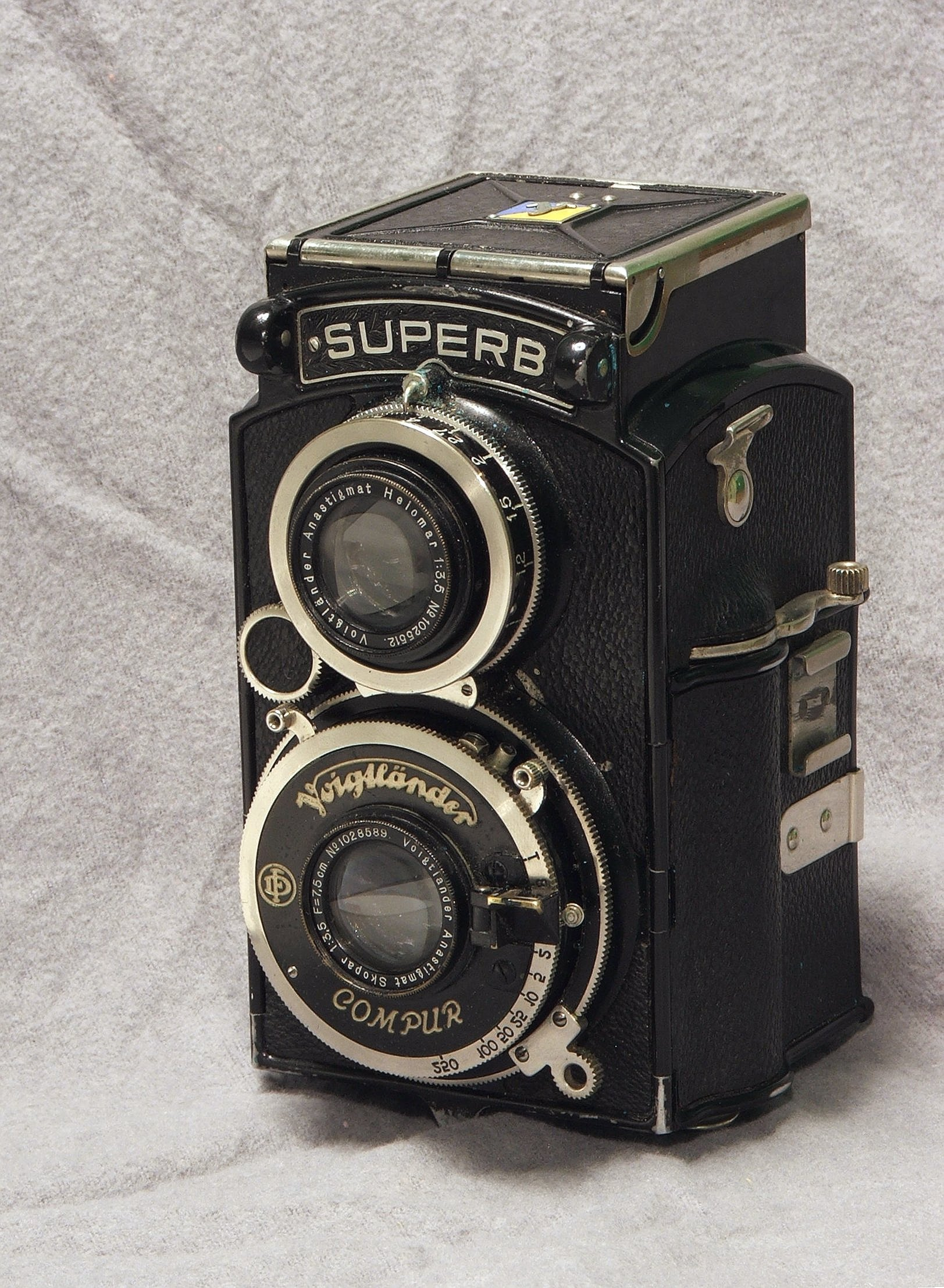
スパーブ

- スパーブ（Superb 、1933年[1][2]または1935年[3]発売） - 6×6cm判高級二眼レフカメラ。ローライフレックスの直後に発売されたがその模倣をしないよう、凌駕するよう、細心の注意が払われている。そのため不合理な部分も多いがそれが魅力という人もいる。フィルムは横送りなのでフィルム室が両側に膨らみこれが独特の風貌を作っている。フィルム巻き上げはレバー式[3]。裏蓋は観音開き。ピント合わせレバーを撮影レンズを中心としてさせると撮影レンズのヘリコイドが回り、それとともに撮影レンズ周辺のギアがビューレンズ周囲のギアを回してピント合わせする[3]。それに伴い近距離時ビューレンズ、ミラー、スクリーンがユニットごと下向きになってパララックスを補正する[4]。シャッターダイヤルの数字は裏文字になっており、プリズムを通して上から見ると正しい向きの文字として読める[3]。レンズはスコパー75mmF3.5またはヘリアー75mmF3.5[3]。

### ブリラントシリーズ
- ブリラント（Brillant 1933年発売[1]） - 普及版二眼レフカメラ。ファインダースクリーンはコンデンサーのみの素通しで非常に明るいが、ファインダーでのピント合わせはできず目測となる。初期型はボディーが鉄板製。レンズはフォコター7.5cmF9。シャッターはスペシャルブリラントでB、1/25秒、1/50秒[1]。中期型はレンズがフォコターF7.7またはF6.3となり、またスコパーとコンパーの組み合わせの個体もある。
- ブリラントV6（Brillant V6 1937年発売[1]） - ボディーがベークライトとなった。レンズはスコパー75mmF3.5、シャッターはコンパー・ラピッド[1]。
- フォーカシング・ブリラント（1938年[1][5]または1939年発売） - 前玉回転式ながらピント調整でき、ブリラントでは上級版。リコーフレックスに見られたように上下のレンズがギアで連結され回転する。ピント合わせのため中心だけマット面がある。